# ورنن (کلرادو)
ورنن، کلرادو (به انگلیسی: Vernon, Colorado) یک مکان مختص سرشماری در ایالات متحده آمریکا است که در شهرستان یوما، کلرادو واقع شده‌است.

## خصوصیات
ورنن ۱٬۲۰۰ متر بالاتر از سطح دریا واقع شده‌است.